# Periergos
Periergos is een geslacht van vlinders van de familie tandvlinders (Notodontidae).

## Soorten
- P. kamadena Moore, 1865
- P. magna Matsumura, 1920
- P. obsoleta Kiriakoff, 1959
- P. orest Schintlmeister, 1997
- P. orpheus Schintlmeister
- P. rusatus Schintlmeister, 1997
- P. septentrionalis Schintlmeister, 1997